# Junkers Ju 87
Die Junkers Ju 87  war ein einmotoriger Sturzkampfbomber der Zeit des Zweiten Weltkrieges aus deutscher Produktion. Der von der Junkers Flugzeugwerk AG entwickelte Tiefdecker mit Knickflügeln, starrem Fahrgestell und zwei Mann Besatzung wurde von der deutschen Luftwaffe und den Luftstreitkräften verbündeter Länder eingesetzt.
Seine Hauptaufgabe bestand in präzisen Bombenangriffen bei Tage im Rahmen taktischer Einsätze als Sturzkampfflugzeug (Stuka). Spätere Varianten der D-Serie wurden vorwiegend als Erdkampfflugzeuge eingesetzt.

## Geschichte

### Entwicklung

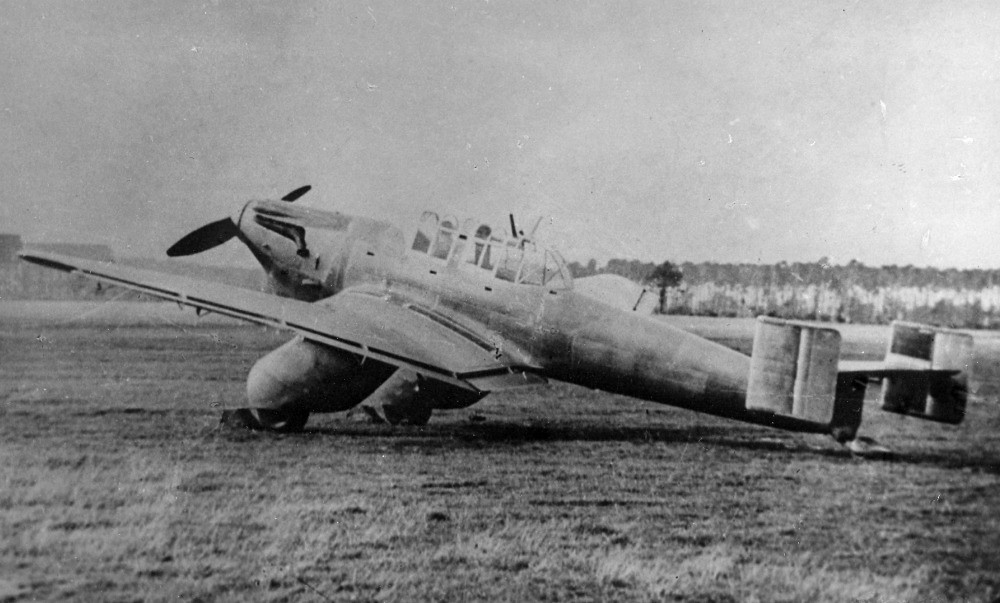
Der erste Prototyp Ju 87 V1 mit Doppelleitwerk

Im April 1934 gab die Abteilung Flugtechnik im Heereswaffenamt (ab 1935: Technisches Amt im Reichsluftfahrtministerium) eine Ausschreibung an die Luftfahrtindustrie heraus. Wegen der für den Horizontalflug unzureichenden Bombenzielgeräte sollte die neue Maschine Punktziele im Sturzflug angreifen können – eine Einsatzidee, die damals in Deutschland wie in den USA verfolgt wurde. Neben der von Hermann Pohlmann bei Junkers entwickelten Ju 87 entstanden auf die Ausschreibung hin noch die Heinkel He 118 sowie die Arado Ar 81. Das Vergleichsfliegen im Jahr 1936 gewann die Ju 87. Die nahezu gleichzeitig, aber völlig unabhängig davon laufende Ausschreibung für ein leichtes Sturzkampfflugzeug, für welche die Blohm & Voss Ha 137, Fieseler Fi 98 und die Henschel Hs 123 entwickelt wurden, hat hiermit nichts zu tun. Beide Vorgänge werden in der Literatur aber häufig miteinander vermischt.
Typisch für diese Maschine, die vor allem durch ihren Einsatz als Sturzkampfflugzeug (Stuka) bekannt wurde, waren die ausgeprägten Knickflügel, das starre Fahrwerk mit charakteristischer Verkleidung und der demoralisierende Heulton ihrer Sirene („Lärmgerät“) beim Sturzangriff.
Das erste Versuchsmuster hatte ein Doppelleitwerk und einen britischen Zwölfzylinder-V-Motor vom Typ Rolls-Royce Kestrel. Der Erstflug der Ju 87 V1 erfolgte am 17. September 1935. Am 24. Januar 1936 führte ein Abriss des Doppelleitwerks bei Sturzflugversuchen zum Absturz der Ju 87 V1 bei Kleutsch. Der Pilot Willy Neuenhofen und sein Versuchsingenieur Heinrich Kreft kamen dabei ums Leben.
Beim zweiten Prototyp Ju 87 V2, der Vorserie A-0 und den Baureihen A-1 und A-2 wurden Vergaser-Flugmotoren des Typs Junkers Jumo 210 mit Leistungen von 600 bis 700 PS verwendet. Ein Teil der Baureihe A-2 und alle übrigen Ausführungen wurden von leistungsstärkeren Junkers Jumo 211 mit Benzindirekteinspritzung und Leistungen von 1000 bis 1500 PS angetrieben.

### Einsatz

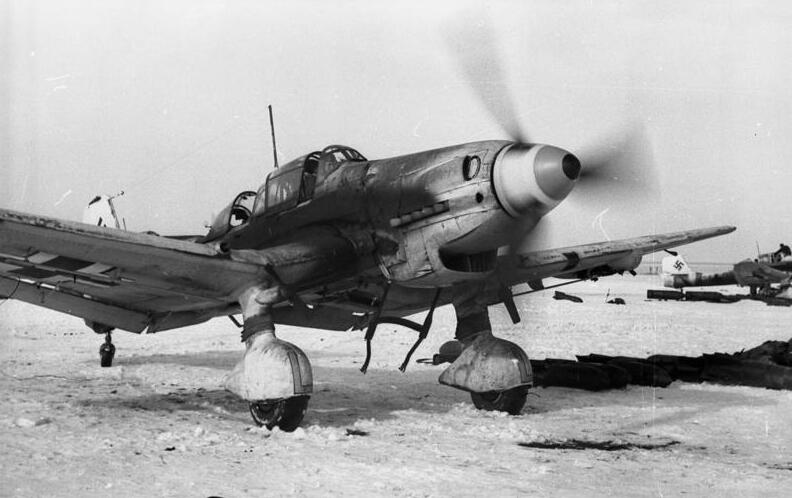
Eine Ju 87 in der Sowjetunion

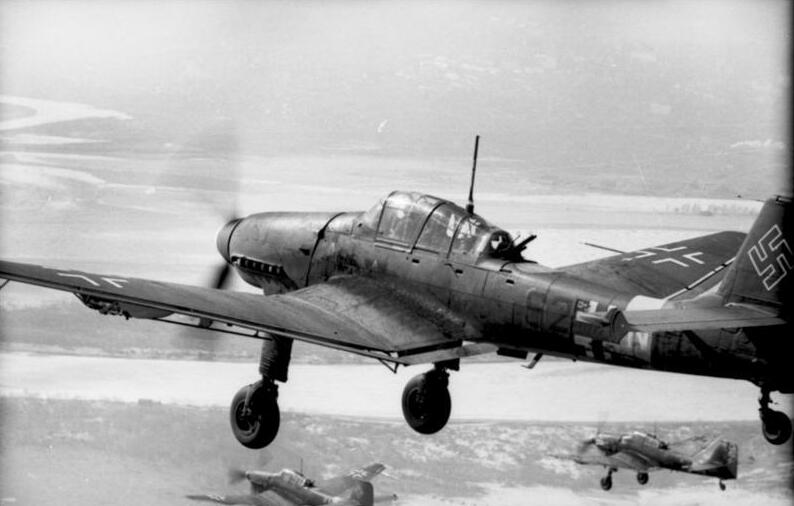
Ju 87 D im Einsatz (Auf schlammigen Feldflugplätzen wurde die Fahrwerksverkleidung mitunter entfernt)

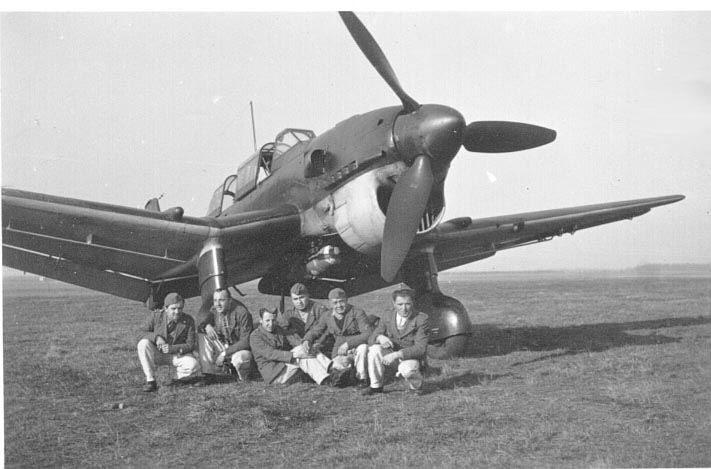
Junkers Ju 87 B „Picchiatello“ der italienischen Regia Aeronautica

Ein Dutzend der damals hochgeheimen Ju 87 A und B wurde ab 1938 im Spanischen Bürgerkrieg bei der 5. Staffel der Jagdgruppe 88 (5. J/88) der Legion Condor unter anderem von Calamocha und La Sénia aus eingesetzt. Dabei wurden im Mai 1938 zu Erprobungszwecken vier willkürlich ausgesuchte kleine Ortschaften ohne jede militärische Bedeutung (Albocácer, Ares del Maestre, Benasal und Vilar de Canes) im Hinterland der Provinz Castellón bombardiert, wobei insgesamt 38 Menschen getötet wurden. Die Dörfer lagen nahe der Flugplätze. Sie konnten daher mit 500 Kg-Bomben ohne voll zu tanken angeflogen werden.
Bei Beginn des Zweiten Weltkrieges waren circa 200 Ju 87 A an Schuleinheiten abgegeben und von den stark modifizierten und leistungsstärkeren Ju 87 B-1 abgelöst worden. Die 366 bei Kriegsbeginn einsatzbereiten Flugzeuge verfügten über ein größeres Seitenleitwerk, eine neue Fahrwerksverkleidung und eine verbesserte Kabine. Daneben stand eine kleine Anzahl von Ju 87 C-0 zur Verfügung, die mit Fanghaken, Klappflügeln und Seezusatzausrüstungen als Trägerflugzeuge für den geplanten Flugzeugträger Graf Zeppelin ausgerüstet, an landgestützte Einheiten abgegeben wurden. Eine Langstreckenversion Ju 87 R war damals in Planung.
Die Ju 87 wurde dank der Luftüberlegenheit der Luftwaffe
1939 beim Polenfeldzug und im Mai und Juni 1940 beim Frankreichfeldzug erfolgreich als Luftnahunterstützungsflugzeug für die vorrückende Wehrmacht eingesetzt. Aus dieser Zeit rührt die Ju 87 als Symbol der Blitzkrieg-Taktik. Dazu wurde sie in speziellen Sturzkampfgeschwadern eingesetzt, von denen es das Sturzkampfgeschwader 1, 2, 3, 5 und 77 gab.
Auch die IV. Gruppe des Lehrgeschwaders 1 flog die Ju 87.
Bei der Luftschlacht um England wurden im August 1940 mit ihr Angriffe gegen Ziele in Südengland geflogen. Hier führte der Einsatz der Ju 87 als Bomber zu hohen Verlusten. Ursachen hierfür waren die niedrige Geschwindigkeit und die zu schwache Abwehrbewaffnung. Das Flugzeug konnte außerhalb der unmittelbaren Kampfunterstützung für Bodentruppen nur effektiv eingesetzt werden, wenn der Geleitschutz durch Jagdflugzeuge gewährleistet war, was der Luftwaffe gegen die Royal Air Force jedoch nicht gelang.
Danach blieb der Ju 87 vor allem in den Versionen D und G der Einsatz als Sturzkampfflugzeug und Schlachtflugzeug zur Luftnahunterstützung und Panzerbekämpfung über dem Mittelmeer, in Afrika und an der Ostfront vorbehalten. Eine besondere Panzerjäger-Version war anstatt der Bomben mit zwei 37-mm-Kanonen bewaffnet. Dieser Panzerjäger, die Ju 87 G, wurde zuerst von der von Hans-Ulrich Rudel geführten Einheit eingesetzt. Rudel war nach Hermann Göring der höchstdekorierte Soldat der Wehrmacht und zerstörte unter anderem 519 alliierte Panzer. Von den sowjetischen Soldaten wurde die Ju 87 wegen des starren Fahrwerks als Lapotnik (Bastschuhbauer) bezeichnet.
Ab April 1943 dienten Ju 87 im Luftlandegeschwader 1 als Schleppflugzeuge für den Lastensegler DFS 230.
Die letzten schlachtentscheidenden Einsätze im Mittelmeerraum hatten die Ju 87 beim Kampf gegen die italienischen Truppen auf Kefalonia und Korfu im September 1943 und beim Einsatz gegen britische Land- und Seestreitkräfte im Oktober und November 1943 in der Ägäis (Dodekanes-Feldzug), insbesondere bei der Schlacht um Leros vom 12. bis zum 16. November 1943.
Auch die italienische, bulgarische und rumänische Luftwaffe setzten Ju 87 ein. Die Ju 87 wurde in den Versionen D-3 und D-5 von Rumänien ab 1943 sowohl gegen die Sowjetunion als auch – nach dem Ende des Bündnisses mit Deutschland – gegen Truppen der Wehrmacht eingesetzt.
Die Ju 87 war eine äußerst wirksame Waffe und das erfolgreichste Sturzkampfflugzeug des Zweiten Weltkriegs. Ihren Ruf verdankt sie auch der nationalsozialistischen Propaganda. Wirksam hierfür war – abseits der Wochenschauen – der 1941 von der UFA produzierte Propagandafilm Stukas unter der Regie von Karl Ritter.

### Unglück von Neuhammer
Am 15. August 1939 stürzten 13 Ju 87 des Sturzkampfgeschwaders 76 bei einer Sturzflugvorführung auf dem Truppenübungsplatz Neuhammer (Schlesien) wegen zu tiefer Wolkenunterkante ab. Alle 26 Besatzungsmitglieder kamen ums Leben. Dieses Stuka-Unglück von Neuhammer war die schwerste Katastrophe der deutschen Luftwaffe vor dem Zweiten Weltkrieg.

## Produktion

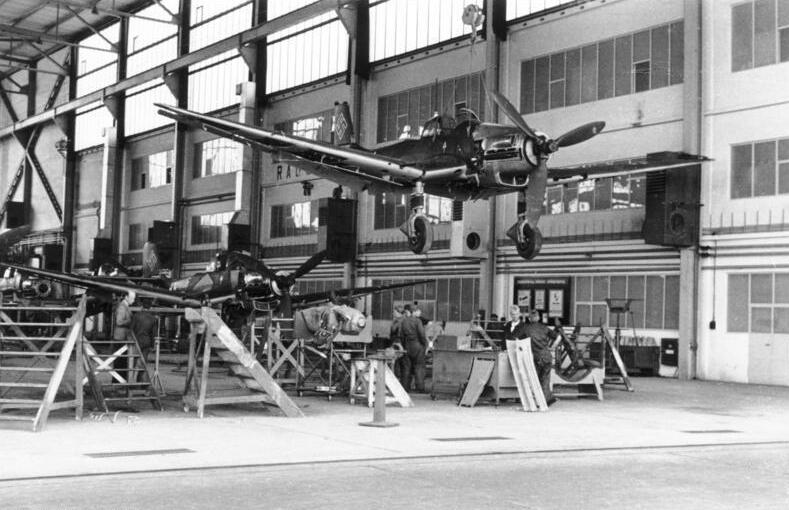
Montagehalle, 1942

Die Ju 87 wurde von den Junkers-Flugzeugwerken in Dessau sowie der Weserflug in Bremen und Berlin-Tempelhof hergestellt. Ab 1941 wurden in Zweigwerken in Bunzlau, Kalisch, Rabstein und Königswald und Biskupice zahlreiche Teile gefertigt. Bei Weserflug erfolgte ein Umbau von 40 Ju 87 D-3 zur G-2. 100 Flugzeuge wurden im Jahre 1944 bei Blohm & Voss zum Nachtschlachtflugzeug umgebaut.
Für den Export war die Ju 87 vor dem Krieg nicht freigegeben. Lediglich eine Maschine wurde 1937 nach Japan exportiert. Nach dem Kriegseintritt des faschistischen Italiens erhielt das von Mussolini regierte Land 1940/41 insgesamt 97 Flugzeuge. An das Königreich Ungarn wurden 1940 vier Ju 87 zur Erprobung geliefert.
| Version | Junkers | Weserflug | Summe | Bauzeit                     |
| ------- | ------- | --------- | ----- | --------------------------- |
| A       | 192     | 0070      | 0262  | Juli 1937 – September 1938  |
| B-1     | 311     | 0386      | 0697  | September 1938 – Mai 1940   |
| B-2     | 056     | 0169      | 0225  | Februar 1940 – Oktober 1940 |
| R-1     |         | 0105      | 0105  | Januar 1940 – Mai 1940      |
| R-2     |         | 0472      | 0472  | Juni 1940 – Juli 1941       |
| R-4     |         | 0144      | 0144  | Mai 1941 – Oktober 1941     |
| D-1     |         | 0592      | 0592  | August 1941 – Juli 1942     |
| D-3     |         | 1559      | 1559  | Mai 1942 – November 1943    |
| D-5     |         | 1488      | 1488  | Mai 1943 – September 1944   |
| G-2     |         | 0208      | 0208  | Dezember 1943 – Juli 1944   |
| Summe   | 559     | 5193      | 5752  |                             |

## Versionen
Ju 87 A

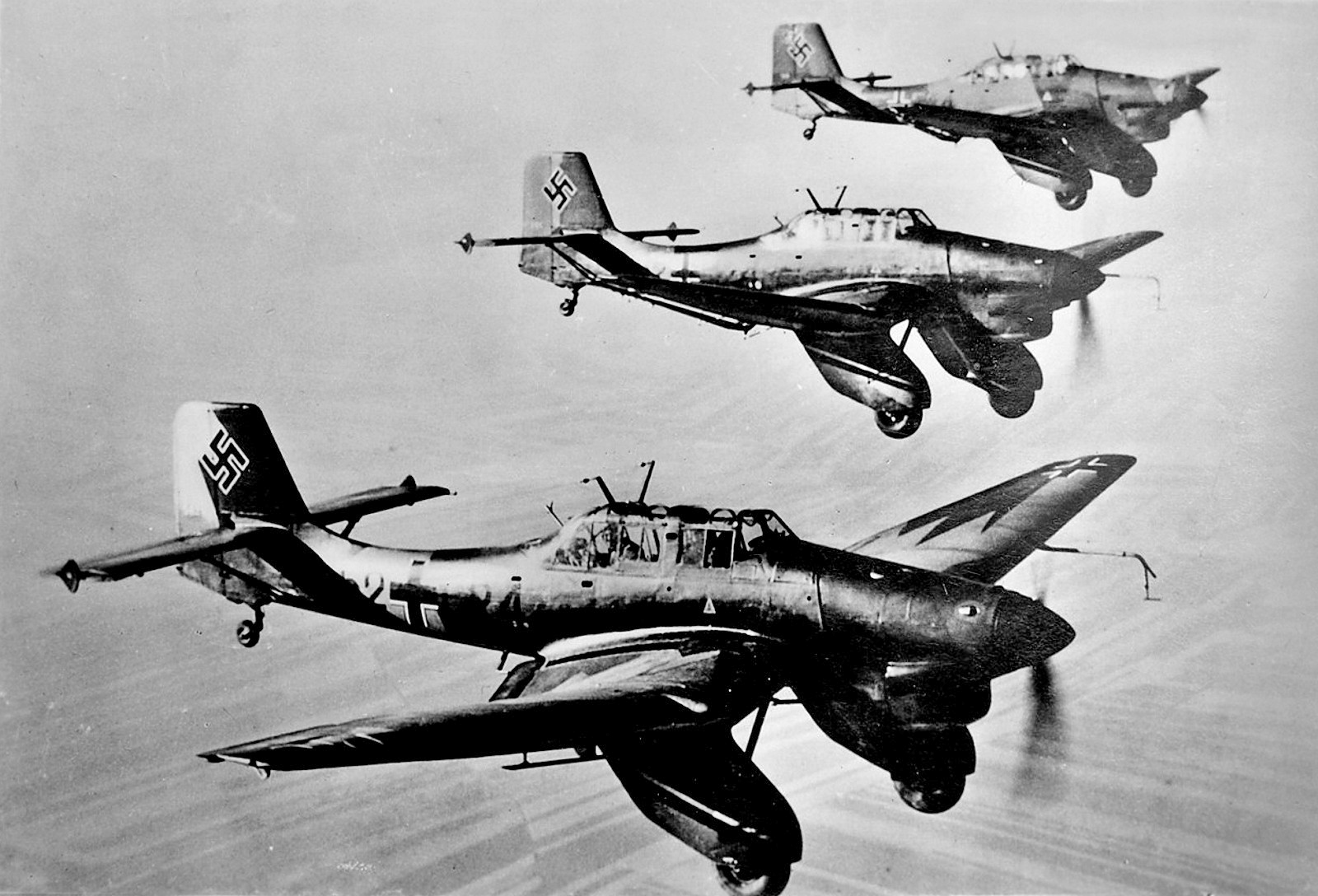
Junkers Ju 87 A

- erste Serienversion, Junkers-Jumo-210-Motoren mit 640 und 680 PS
- Bewaffnung: ein MG 17 in der rechten Tragfläche, ein bewegliches MG 15 im Heckstand, Bombenlast maximal 500 kg

Ju 87 B
- erste Großserienversion, Junkers-Jumo-211-Motoren mit 1100, später 1200 PS
- Bewaffnung: zwei MG 17 in den Tragflächen, ein bewegliches MG 15 im Heckstand, Bombenlast maximal 1000 kg

Ju 87 C

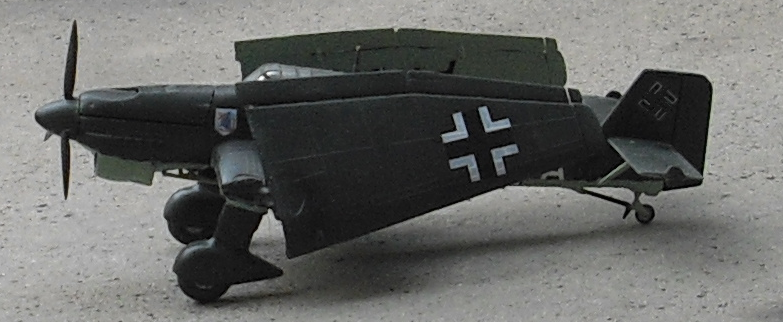
Modell Ju 87 C: Illustriert klappbare Tragflächen, Fanghaken, Katapultbeschläge

- Ju 87 B mit Ausrüstung für den Einsatz auf dem Flugzeugträger Graf Zeppelin. Zwischen April und Oktober 1941 wurden die bestellten fünf Flugzeuge von Junkers abgeliefert.
- nach dem Scheitern des Trägerprojekts wieder auf Stand Ju 87 B zurückgebaut

Ju 87 R
- „R“ wie Reichweite, wie Ju 87 B aber 300-l-Zusatztank unter jeder Tragfläche für doppelte Reichweite, Bombenlast maximal 500 kg mit Zusatztanks
- oft eingesetzt gegen Schiffsverkehr im Ärmelkanal oder im Mittelmeer

Ju 87 D
- meistgebaute Modellreihe
- aerodynamische Überarbeitung mit zusätzlichen Kühlern unter den Tragflächen und verkleinertem Kühler unter dem Motor, ab D-5 mit größerer Spannweite (15 m statt 13,80 m)
- die Panzerung wurde verbessert und die maximale Startmasse auf ≈6500 kg erhöht
- Motoren von 1300 bis 1500 PS und höhere Treibstoffkapazität für ≈1400 km Reichweite
- Erhöhung der Bombenlast auf bis zu 1800 kg, Ersatz des beweglichen MG 15 im Heckstand durch ein bewegliches Zwillings-MG MG 81 Z
- Schlachtfliegerversionen ab D-5 mit zwei 20-mm-Kanonen MG 151/20 statt der MG 17 in den Tragflächenknicken, Wegfall der Sturzflugbremsen

Ju 87 G (G-1 und G-2)

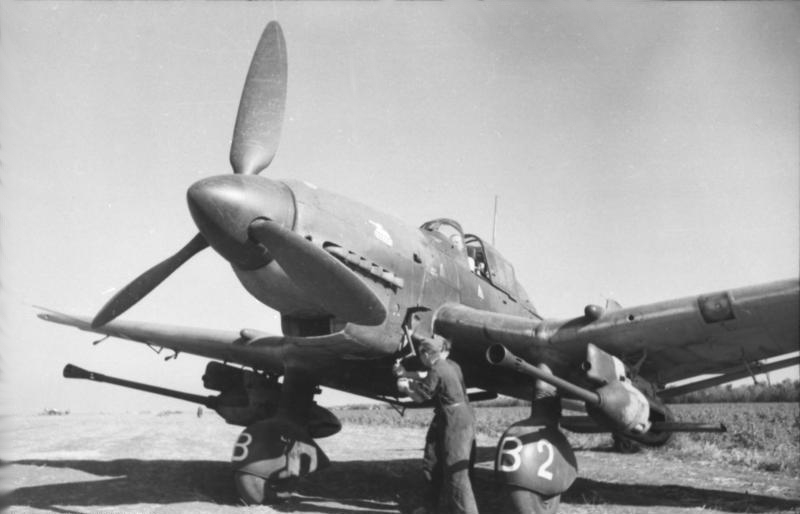
Eine Ju 87 G-1 in der Sowjetunion

- Schlachtflieger und Panzerjäger, auch bekannt als „Kanonenvogel“ und „Panzerknacker“
- G-1 Umbau aus älteren Ju 87 D, G-2 Umbau und Neubau mit vergrößerten Tragflächen der D-5.
- Bewaffnung: zwei 3,7-cm-Kanonen FlaK 18 unter den Tragflächen und das bewegliche MG 81 Z im Heckstand, keine Bombenmitnahme
- Reichweite mit ~1200 km leicht unterhalb der Ju 87 D

Ju 87 H
- Schulungsflugzeug mit Doppelsteuerung, aus der Ju 87 D hervorgegangen

Ju 87 T
- Trägerversion für die Graf Zeppelin auf Basis Ju 87 D, nur Planungsstadium

## Erhaltene Maschinen

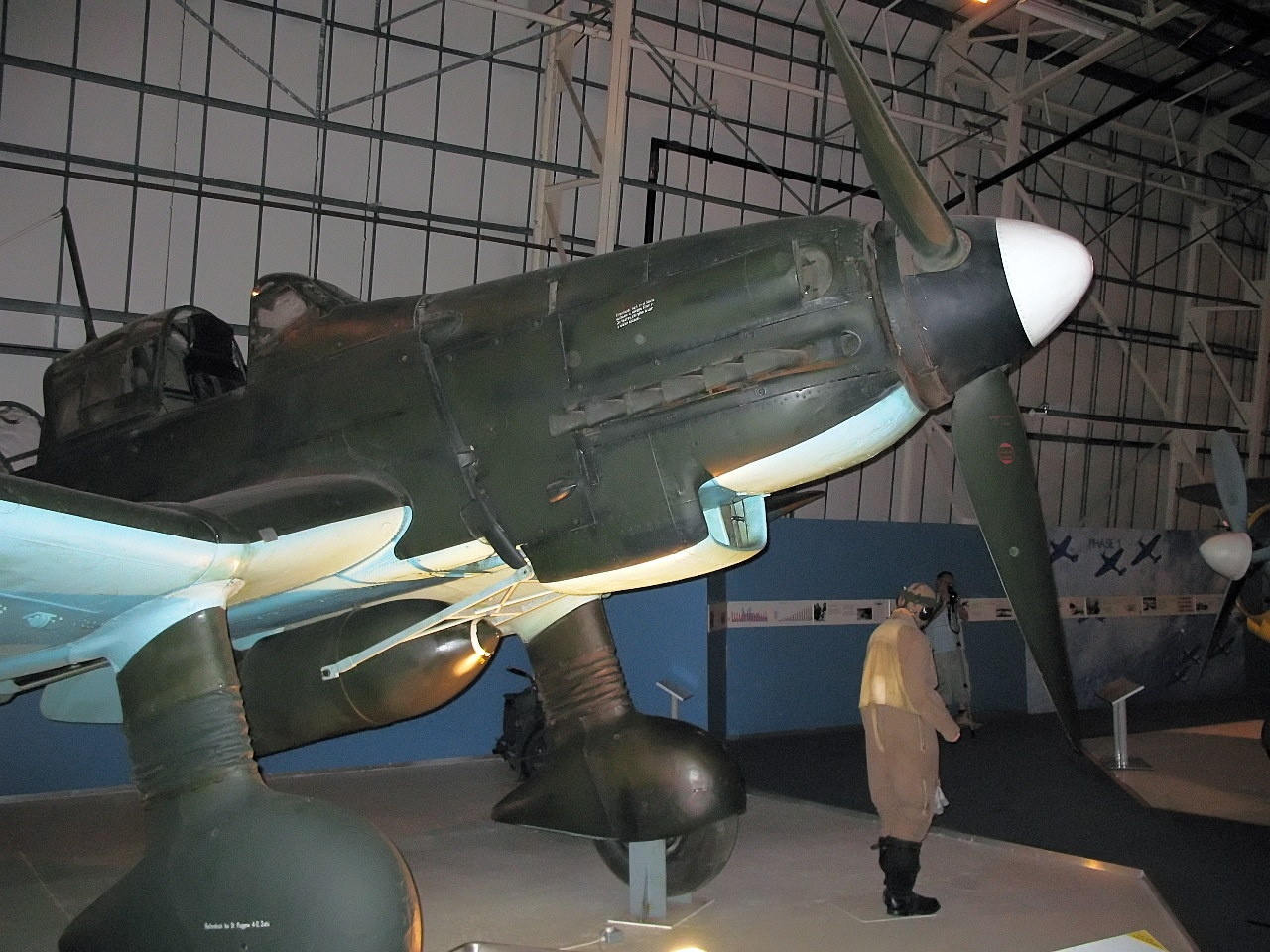
Junkers Ju 87 G-2 (Royal Air Force Museum Hendon)

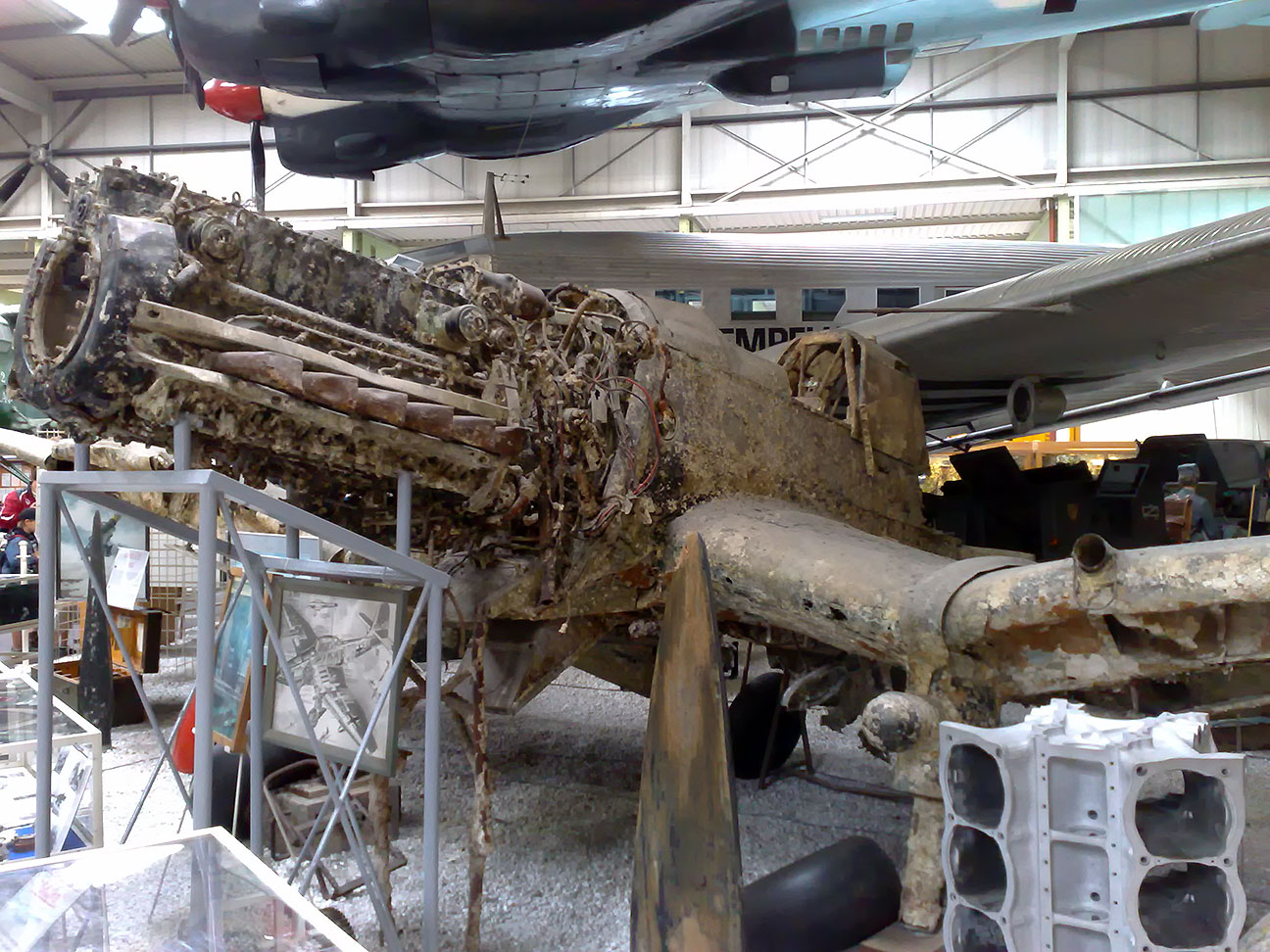
Wrack einer Ju 87 im Technik-Museum Sinsheim

Heute existieren insgesamt nur noch zwei vollständige Ju 87.
Ein Exemplar befindet sich im Museum of Science and Industry in Chicago. Die letzte vollständig erhaltene Ju 87 in Europa befindet sich im Royal Air Force Museum Hendon, Großbritannien.
In Deutschland ist eine beschädigte Ju 87 B im Technik-Museum Sinsheim zu sehen, die 1989 bei St. Tropez aus 90 Metern Wassertiefe geborgen wurde. Außerdem besaß das Deutsche Technikmuseum Berlin zwei Ju-87-Wracks, die in der russischen Tundra gefunden worden waren. Eines wird ausgestellt, das zweite Wrack wurde an Paul Allens Flying Heritage & Combat Armor Museum (FHCAM) verkauft. Im November 2018 gab das FHCAM an, dass die R-4 mit der Werknummer 6234 flugfähig restauriert werden soll.
Im September 2014 wurde vor der kroatischen Insel Žirje das Wrack einer italienischen Ju 87 R-2 der Regia Aeronautica gefunden, die am 12. April 1941 nach einem Angriff auf die jugoslawische Marinebasis von Jadrtovac in der Adria notwassern musste. Das Flugzeug befand sich in relativ gutem Zustand und sollte möglicherweise geborgen werden; allerdings verschlechterte sich der Zustand seit dem Bekanntwerden des Funds. Ab Oktober 2024 wurde im Rahmen eines Pilotprojekts die Unterwasserkonservierung des Wracks mittels Opferanode geprüft und auf Basis der Ergebnisse entschieden, das Wrack nicht zu bergen.

## Einsatzländer
- Deutsches Reich
- Königreich Italien
- Bulgarien
- Unabhängiger Staat Kroatien
- Rumänien
- Russische Befreiungsarmee
- Slowakei
- Ungarn
- Jugoslawien
- Spanien

Während der Schlacht von Tali-Ihantala (25. Juni bis 9. Juli 1944) wurde Finnland vom Deutschen Reich unter anderem mit rund zwei Dutzend Ju 87 im Gefechtsverband Kuhlmey unterstützt.

## Technische Besonderheiten

### Sturzflugautomatik

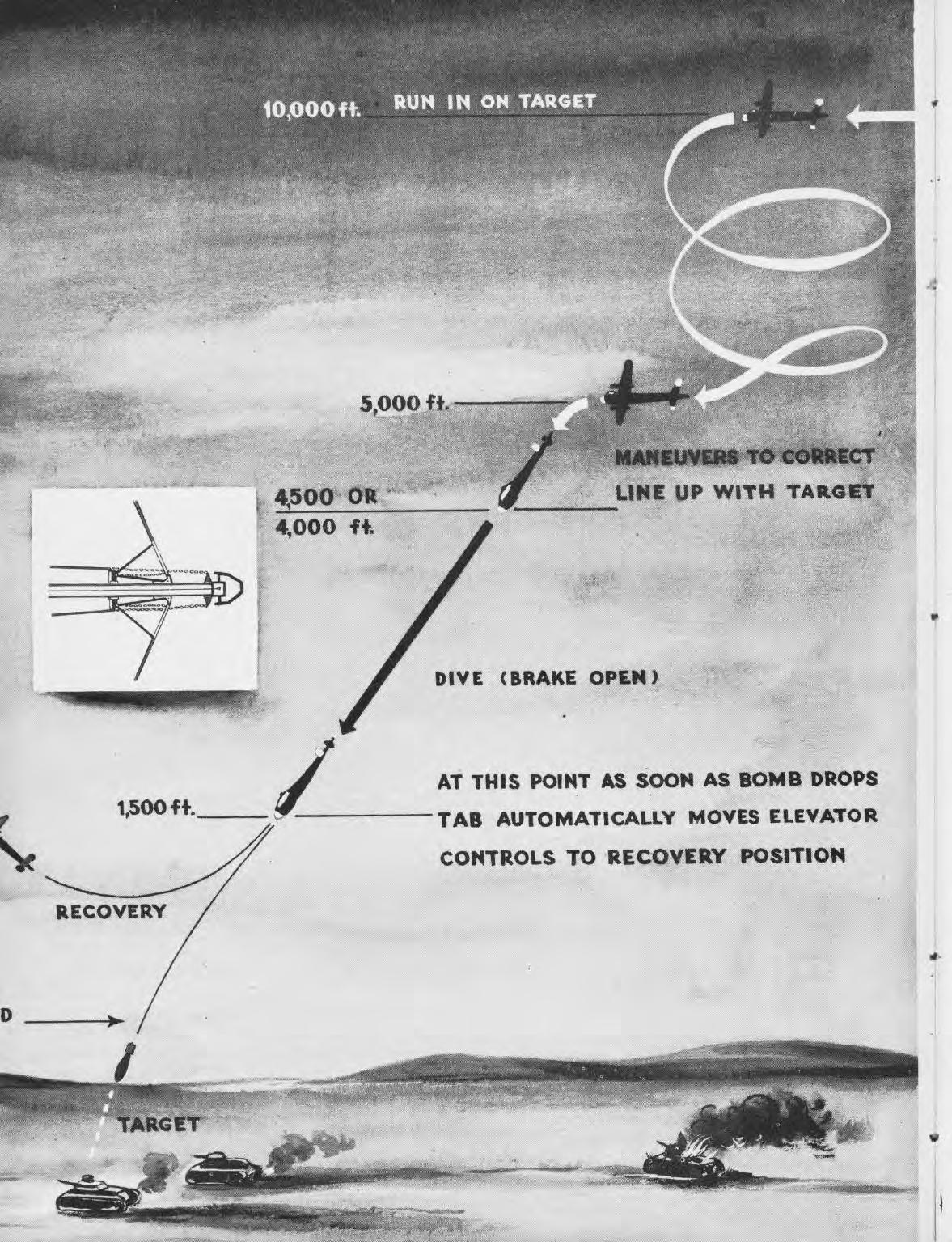
Skizze des Sturzvorgangs mit der automatischen Sturzflugbremse

Damit ein sicheres Abfangen auch bei durch die hohen g-Kräfte verursachter kurzzeitiger Bewusstlosigkeit des Piloten gewährleistet werden konnte, war in allen Ju 87 eine Sturzflug- und Abfangautomatik eingebaut, die dem Flugzeugführer das Anvisieren, das Anfliegen des Zieles und das anschließende Abfangen erleichterte. Durch das Betätigen der Automatik wurden die Sturzflugbremsen ausgefahren, worauf eine Trimmklappe am Höhenruder die Maschine in einen kopflastigen Flugzustand brachte. Außerdem wurde der Steuerknüppel auf einen Ausschlag von 5° begrenzt. Beim Erreichen einer vorberechneten Abwurfhöhe löste der Pilot die Bombe(n) aus, wodurch die Automatik die Trimmklappe wieder zurückfuhr, das Flugzeug schwanzlastig wurde und der Abfangvorgang eingeleitet wurde. Damit die Bombe unter dem Rumpf nach dem Auslösen nicht in die Luftschraube geraten konnte, führte eine Abweisergabel sie aus dem Propellerbereich. In der Regel wurde der Sturz in einem Winkel von 70 bis 90° geflogen.

### Sirene bzw. Lärmgerät
An beiden Fahrgestellverkleidungen waren bei den frühen Versionen der Ju 87 Lärmgeräte eingebaut, deren Luftschrauben der Fahrtwind antrieb. Sie verstärkten den Heulton beim Sturzangriff. Diese Lärmgeräte der Ju 87 wurden und werden bereits seit den 1950er Jahren fälschlicherweise oft als Jerichotrompete bzw. Jericho-Gerät bezeichnet. Jericho-Geräte waren jedoch orgelpfeifenähnliche Papphülsen, die, fallweise an den Leitwerksflossen von deutschen Abwurfbomben des Typs SC50 und SC250 montiert, ebenfalls der psychologischen Kriegführung dienten.
Laut dem Generalstabschef des XXXXVIII. Panzerkorps Friedrich Wilhelm von Mellenthin haben sowjetische Soldaten „die Schock- und Splitterwirkung von Stuka-Angriffen bald ziemlich unbeeindruckt hingenommen“.

## Technische Daten

Junkers Ju 87 B-2

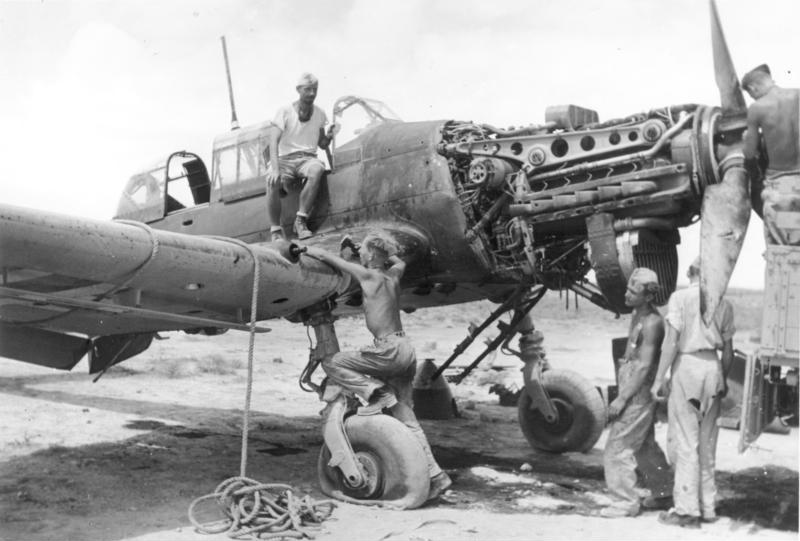
Wartung in Nordafrika

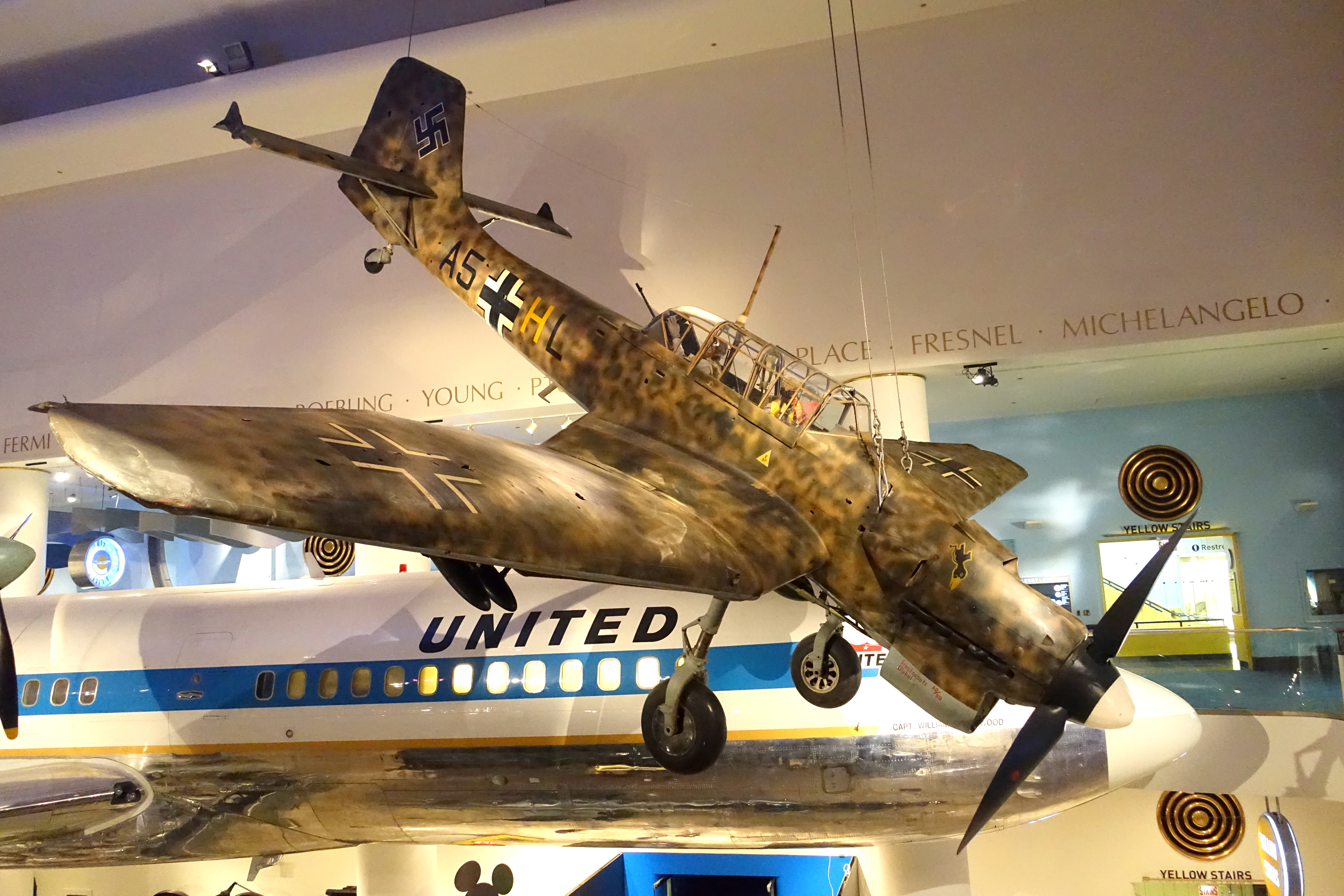
Ju 87 R-2/Trop, WerkNr. 5954 im Museum of Science and Industry, Chicago

- Länge: 11,00 m
- Höhe: 3,77 m (Mastspitze bis Boden)
- Flügelspannweite: 13,80 m (B-1), 15,00 m (ab D-5, G-2)
- Tragflügelfläche: 31,9 m², 33,60 m² (ab D-5, G-2)
- Gewicht: leer: ca. 2750 kg (B-1, D-1), mit Zuladung 4250 kg (B-1), 5720 kg (D-1), 6585 kg (D-5).
- Triebwerk: ein flüssigkeitsgekühlter Junkers-Jumo-211-V12-Motor mit hängenden Zylindern
  - Ju 87 B-1: Jumo 211A mit 1000 PS (736 kW) Startleistung
  - Ju 87 B-2: Jumo 211D mit 1200 PS (883 kW) Startleistung
  - Ju 87 D-/G-Serie: Jumo 211J mit 1420 PS (1044 kW) Startleistung
- Höchstgeschwindigkeit: 390 km/h (B-1), 408 km/h (D-1), 402 km/h (D-5)
- Dienstgipfelhöhe: 8000 m (B-1), 7320 m (D-1, D-5)
- Reichweite: mit typischer Bombenzuladung 550 km (B-1), 820 km (D-1,D-5)
- Bewaffnung Ju 87 B:
  - zwei 7,92-mm-MG 17 starr in den Tragflächenknicken
  - ein 7,92-mm-MG 15 beweglich im Heckstand
  - Bombenlast:
    - eine einzelne Bombe von bis zu 500 kg unter dem Rumpf (Überlast: bis 1000 kg)
    - typisch eine 250-kg-Bombe unter dem Rumpf und vier 50-kg-Bomben unter den Tragflächen
- Bewaffnung Ju 87 D:
  - zwei 7,92-mm-MG 17 (D-5: zwei 20-mm-Kanonen MG 151/20) starr in den Tragflächenknicken
  - ein 7,92-mm-Zwillings-MG MG 81 Z beweglich im Heckstand
  - Bombenlast:
    - eine einzelne Bombe von bis zu 1400 kg unter dem Rumpf (D-5 Überlast: bis 1800 kg)
    - typisch eine 500- oder 1000-kg-Bombe unter dem Rumpf, vier 50- oder 70-kg-Bomben unter den Tragflächen
    - Abwurfbehälter AB 250, AB 70 und AB 50 mit jeweils 224, 50 oder 40 Splitterbomben, dickwandig 1 kg
    - diverse Sonderbewaffnungen wie 2-kg-Splitterbomben oder Behälter mit mehreren Maschinengewehren möglich

## Museale Rezeption

### Originale Ausstellungsstücke
- Ju 87 G-2 im Royal Airforce Museum, Hendon (GB)
- Ju 87 R-2 / Trop (WerksNr. 5954) im Museum Science and Industry, Chicago (USA)

### Unvollständige Ausstellungsstücke und Nachbauten mit Originalteilen
- Ju 87 B im Technik Museum Sinsheim (DE) - Wrack aus dem Mittelmeer -
- Ju 87 G-2 im Uraler Bergbau- und Metallurgie-Gesellschaft (UMMC), Werchnjaja Pyschma (RU) - Nachbau mit Originalteilen -

### Restaurierungsprojekte
- Ju 87 Flying Heritage & Combat Armor Museum
- Ju 87 American Heritage Museum